# 居庸関

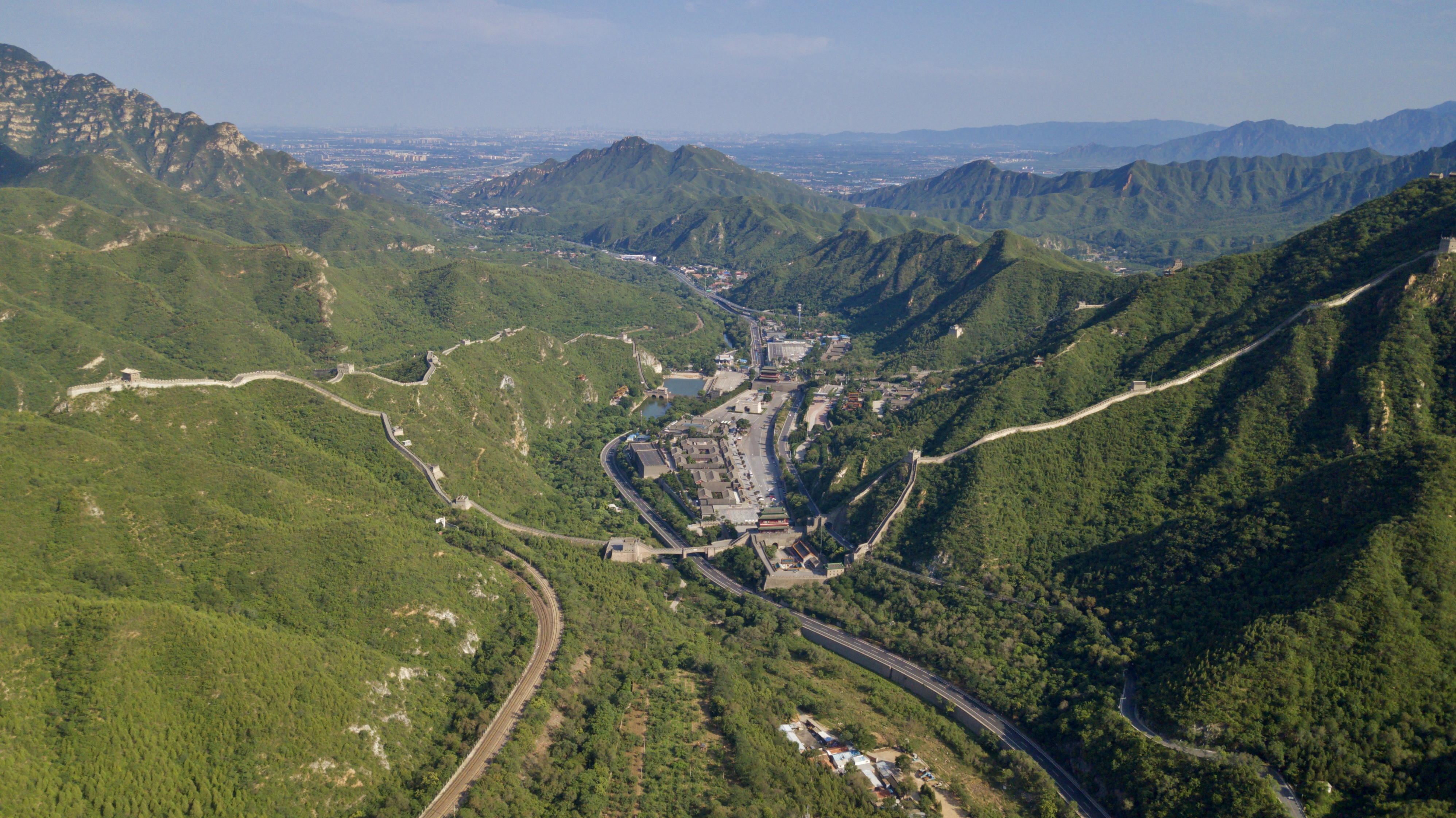
空中から見た居庸関

居庸関（きょようかん）は中華人民共和国北京市昌平区にある、万里の長城上に設けられた関所兼要塞。「天下第一雄関」とも呼ばれ、難攻不落の九塞に数えられた。現在は史跡として整備され、観光客に開放されている。

## 地理
北京市の西北約50キロメートル、北京を代表する観光地である八達嶺長城へ向かう途中の峡谷に位置する。
明代以前の北京の最終防衛線であったため、この付近の長城は何重にも複雑な建造となっており、居庸関はその最も内側に位置する。

## 歴史
春秋戦国時代、燕が居庸塞と称される要塞を建築したのが初見である。同時代史料である『呂氏春秋』には「天下九塞、居庸其一」と記述されている。
後漢の時代には大規模な要塞として整備され、南北朝時代、北魏により長城と連結され、以降歴代王朝が長城線上の重要拠点として軍隊を駐留させている。
明代には北方に駆逐された元軍の再侵略を防衛するために大規模な長城改修が行われた際、居庸関もより強固な要塞として改修された。
清代には朝廷の統治範囲が長城線よりも北方に拡大され、北方異民族に対する防衛拠点としての性格が希薄となり荒廃が進んだ。
再び軍事拠点として居庸関が注目されたのは1937年の盧溝橋事件を発端とした日中戦争である。中国軍がチャハル作戦を実行する日本軍に抵抗する際の拠点として使用されている。

1990年代以降は明代の状態に復元が進み、万里の長城と共に北京を代表する観光地となっている。

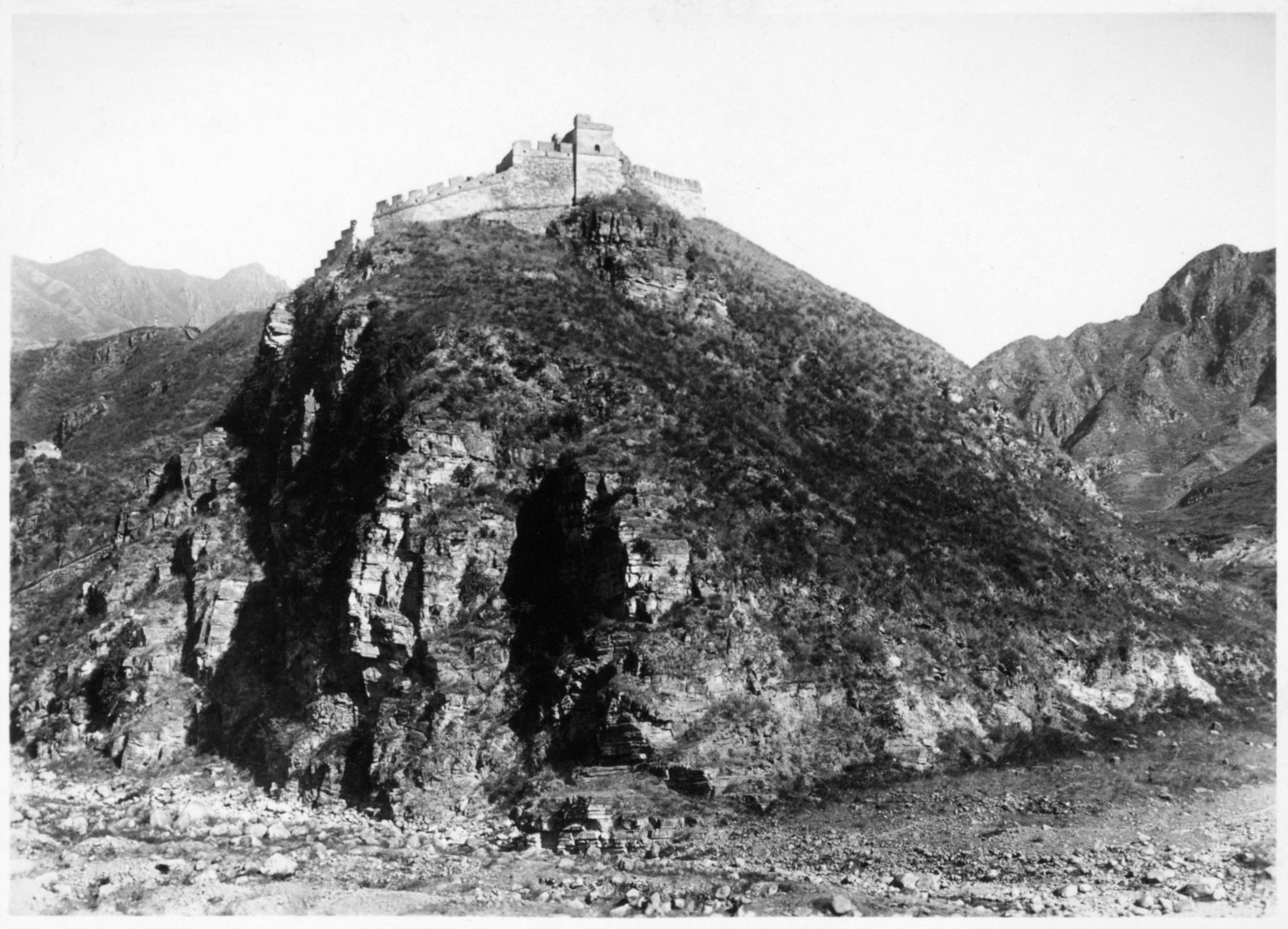
山上に聳える居庸関遺構 (『亜細亜大観』第2輯より)
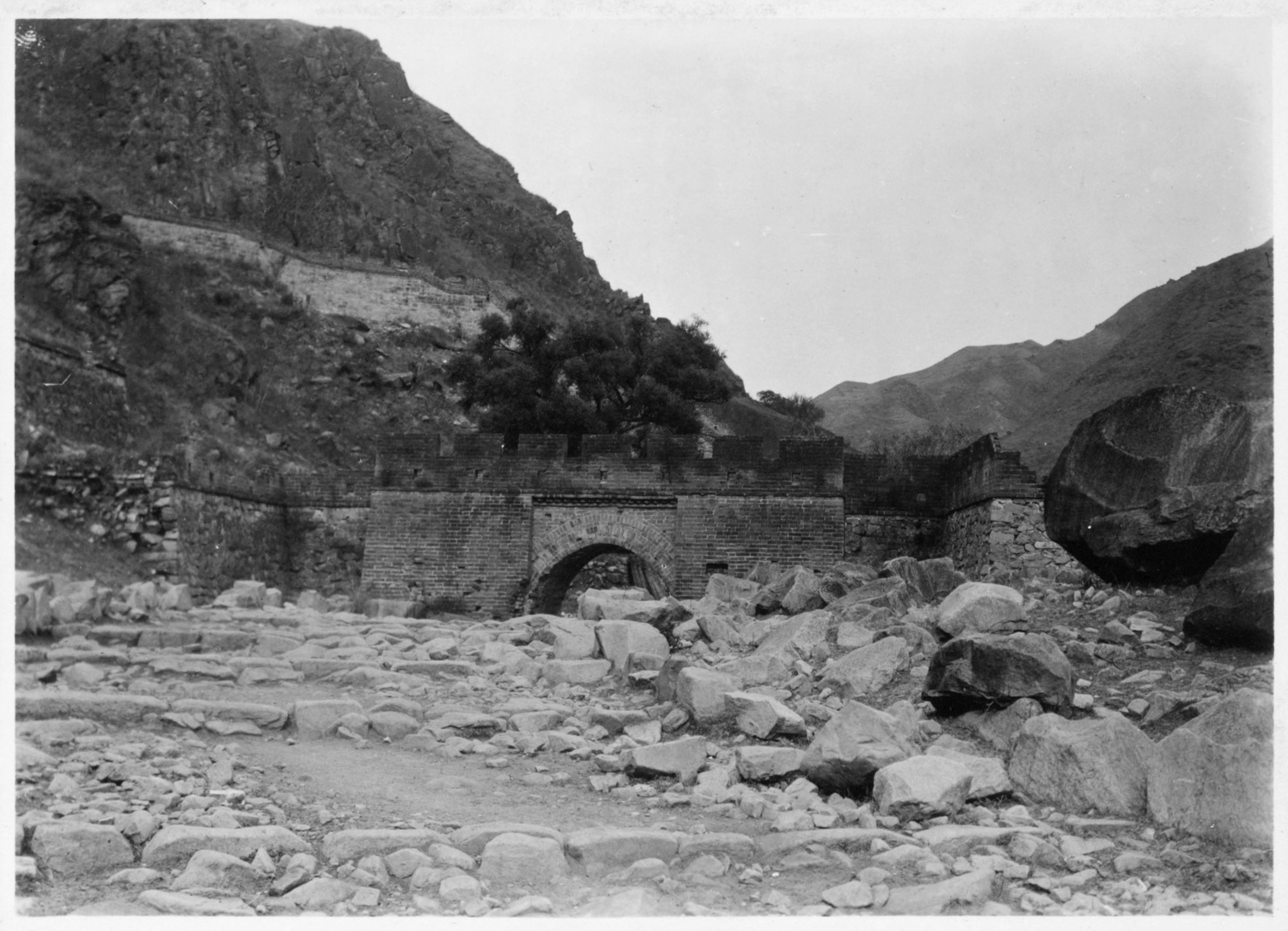
関門趾 (『亜細亜大観』第2輯)

## 雲台

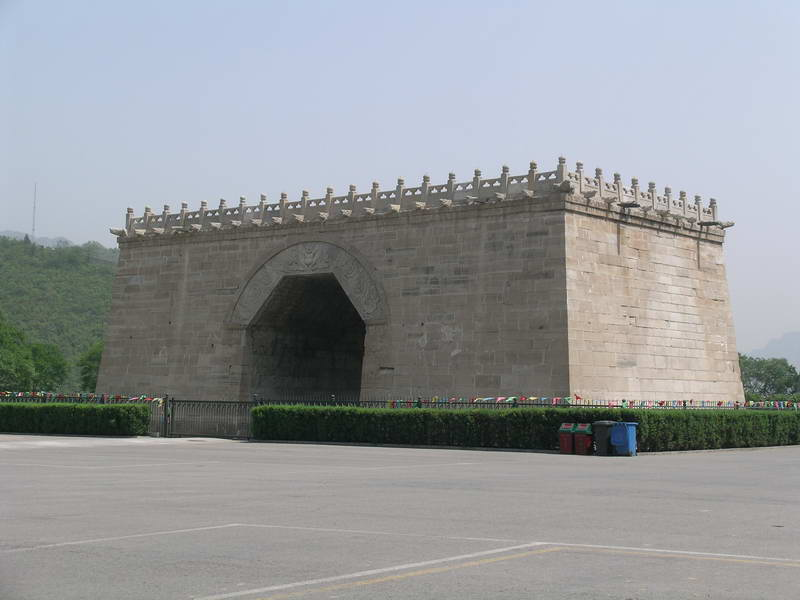
雲台

居庸関の南北二門の中間には、「雲台」と呼ばれる高約10m、幅約27m、長約15mの石造建造物がみられ、穹隆 (アーチ) 状を呈し、隧道 (トンネル) が穿たれている。これは元代建築とされ、昔この上に「泰安寺」と呼ばれる喇嘛教 (チベット仏教) の寺院が建っていたとされる。その寺院の基台がすなわち「雲台」で、もとは「過街塔」、俗に「塔座児」と呼ばれ、関門を通過する者の道中の安全を祈願する意味がこめられていた。
「過街塔」の南北両口には、上部にインド神ガルーダ、その両脇に蛇をまとった女神と思われる像が彫刻されている。また内部には、喇嘛教四天王の彫刻が両壁それぞれに二体ずつみられ、西南が摩利海、東北が摩利清、東南が摩利紅、西南が摩利受とされる。各二体の中間には漢文、梵文、西藏文、蒙古文、回紇文および女真文で陀羅尼の経文、雲台建設の由来を記した造塔功徳記、その上部に東西各五体の喇嘛仏とそのほか大小異なる無数の仏像、さらに天井には形の異なる五つの曼荼羅が彫られている。
ここにみられる彫刻は、元代、仏教伝来後に経文や仏像を石に篆刻することが流行したころの遺風とされる。宋代に木版画が発明されるに伴って石彫は徐々に衰頽したため、「過街塔」の壁面に遺る彫刻は中国における最後の仏像経文の刻石とされ、元代美術にとどまらず中国美術史においても重要な地位を占める。

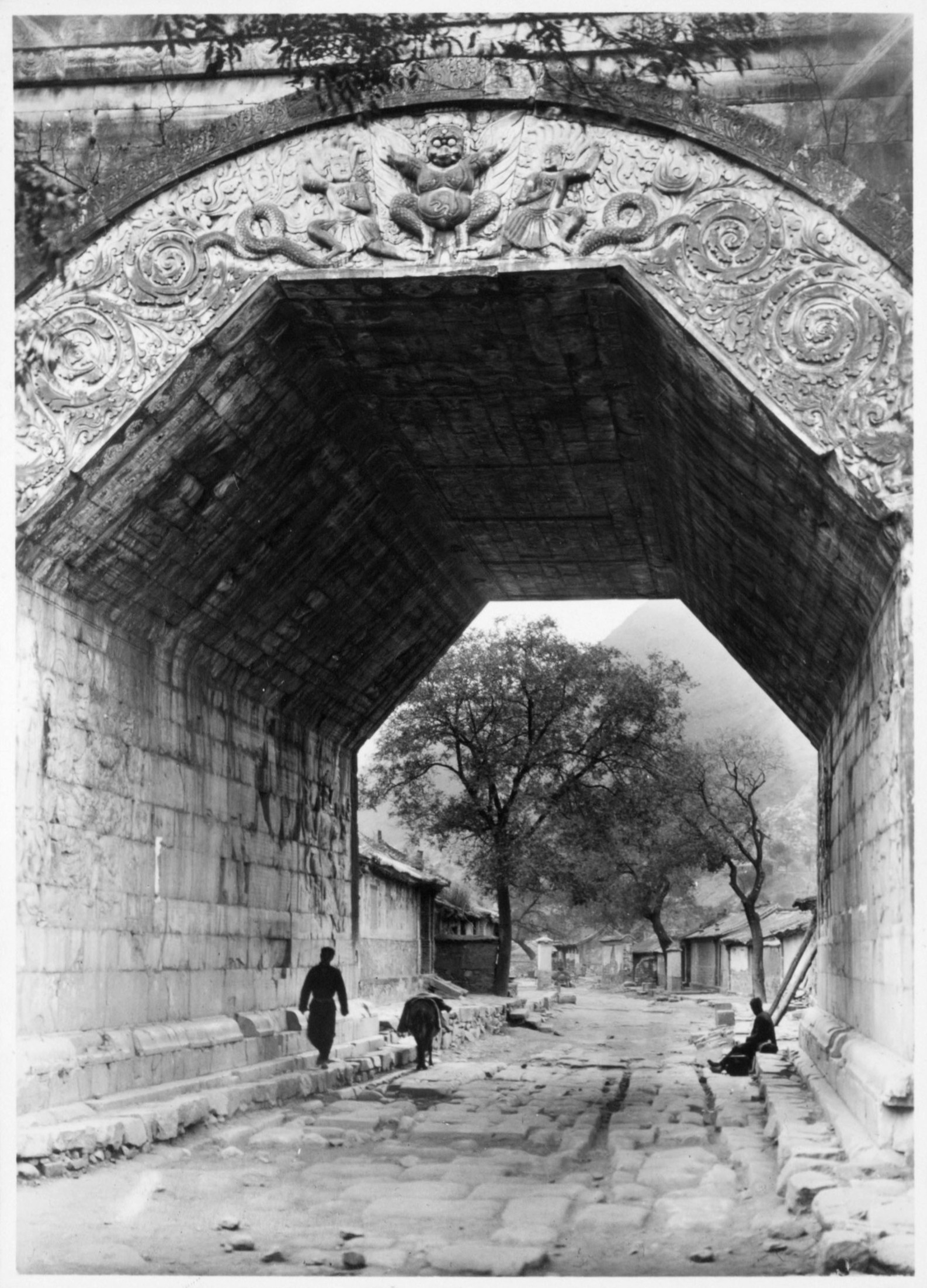
「過街塔」外部のガルーダの彫刻 (『亜細亜大観』第輯)
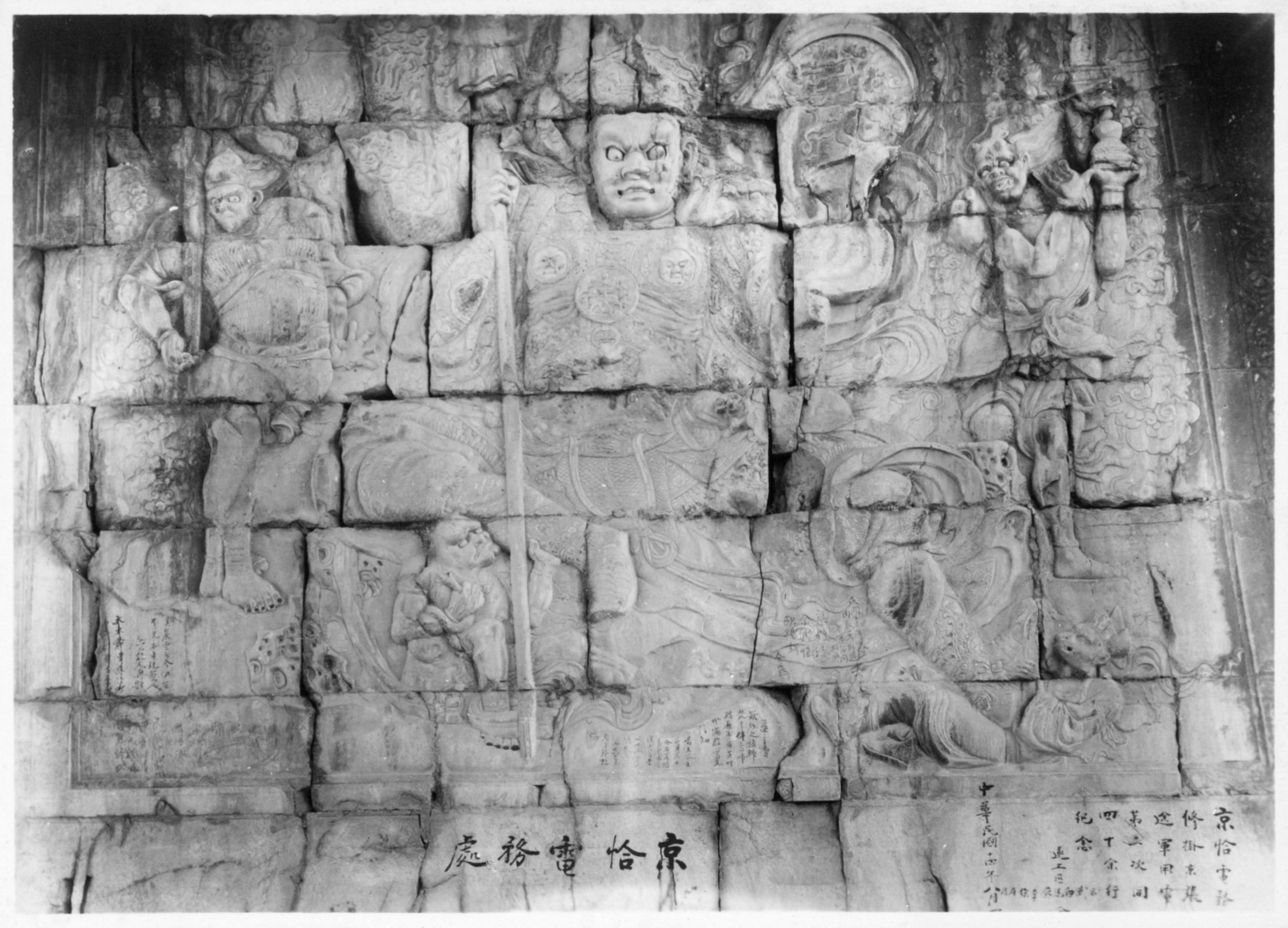
「過街塔」内部の喇嘛教四天王の彫刻 (『亜細亜大観』第2輯)
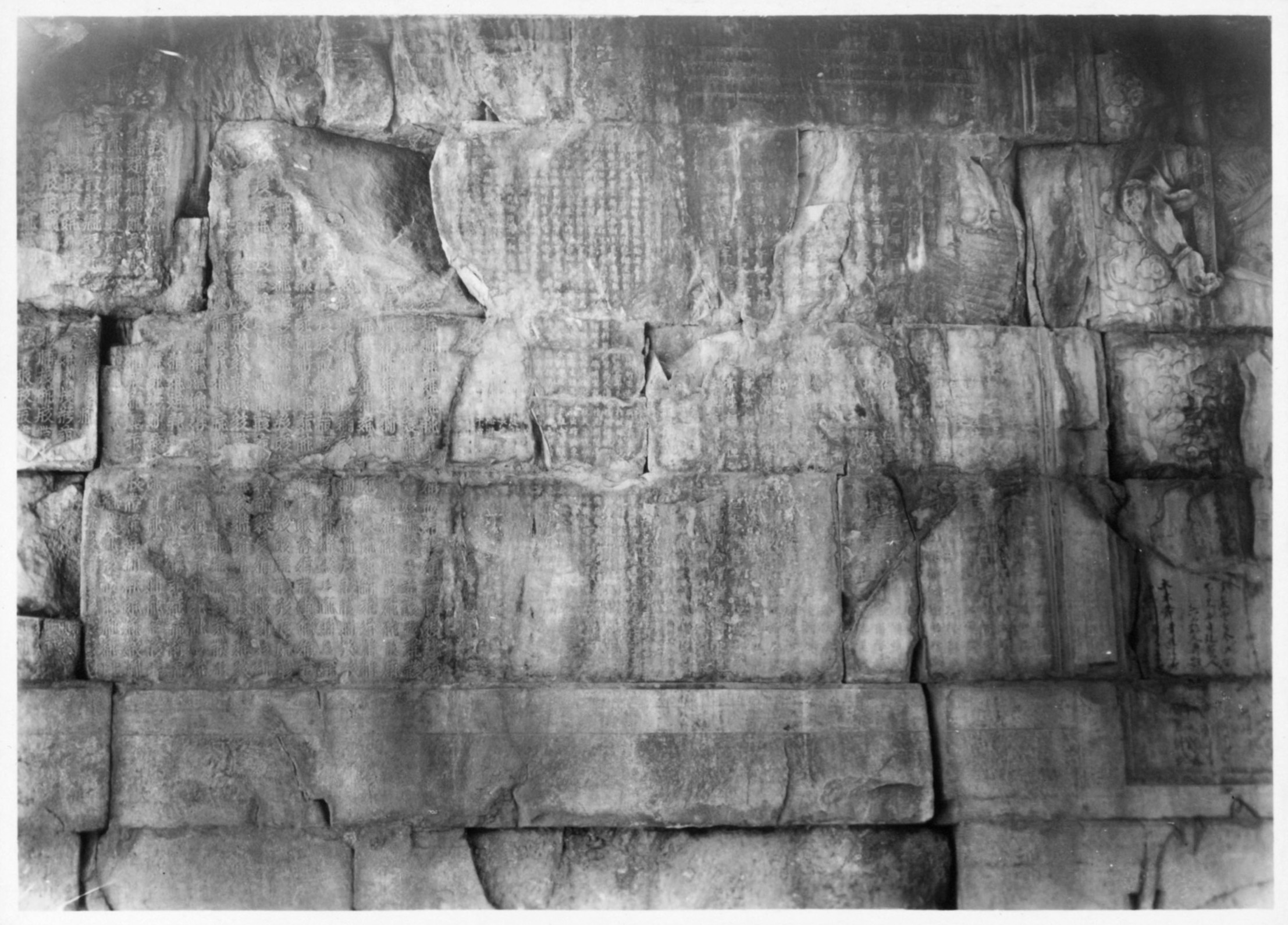
「過街塔」内部の仏像経文の彫刻 (『亜細亜大観』第2輯)